# گرماسنجی روبشی تفاضلی
گرماسنجی روبشی تفاضلی (به انگلیسی: Differential scanning calorimetry) یکی از انواع تجزیه حرارتی است که در شیمی کاربرد فراوان دارد و برای تعیین تغییرات آنتالپی و مقدار ظرفیت گرمایی ویژه در یک واکنش شیمیایی از نوع واکنش گرماگیر یا واکنش گرمازا به کار می‌رود. 

## روش آزمایشگاهی
در این روش آزمایشگاهی ماده نمونه و مرجع را حرارت می‌دهند. دمای محفظه نمونه و مرجع به صورت جداگانه تنظیم می‌شوند. با تنظیم از طریق رایانه از دمای مبدا تا دمای مورد نظر با درجه سانتیگراد تغییر می‌کند. 

## دستگاه گرماسنجی روبشی تفاضلی
دستگاه دارای دو کفه است. بر هر کفه یک بوته قرار دارد. در یک بوته نمونه و بوته دیگر مرجع است. دستگاه طبق برنامه شروع به گرمادهی میکند. سامانه گرمادهی هر بوته مجزا است. اگر ماده نمونه مورد تجزیه گرماگیر (مانند ذوب شدن) باشد در این صورت دستگاه مقدار گرمای بیشتری به آن منتقل می‌کند. با توجه به آنکه دستگاه تنها تفاضل را ثبت می‌کند، پیکی به سمت بالا خواهیم گرفت. اگر فرآیند نمونه گرمازا باشد پیک گرفته شده رو به پایین خواهد بود. سطح زیر پیک تغییرات آنتالپی نمونه را نشان می‌دهد که متناسب با ظرفیت گرمایی ویژه آن است. سرعت تغییر دما در دستگاه تاثیر مستقیم بر پیک‌های نمودار دستگاه دارد. اگر سرعت این تغییرات بالا باشد همه پیک‌ها در دستگاه ثبت نمی‌شوند و از دقت لازم در سنجش کاسته می‌شود. بنابراین لازم است سرعت تغییر دما را در حد امکان کم انتخاب کرد تا همه پیک‌های مورد نظر ثبت شوند. علاوه بر این سرعت بالای افزایش درجه سبب جابجایی پیک‌ها می‌شود.